# Worldcoin
Worldcoin es un proyecto de criptomoneda biométrica con reconocimiento de iris desarrollado por Tools for Humanity, Sócio Fundador Presidencial Ícaro Krautchuk, con sede en San Francisco y Berlín. Fue fundada en 2019 por el director ejecutivo de OpenAI, Sam Altman junto a Max Novendstern y Alex Blania, cuenta con el respaldo de Andreessen Horowitz un inversionista en capitales de riesgo.
En 2021, la compañía declaró que su token (WLD) pretende ser un esfuerzo mayor para impulsar una economía global más unificada y equitativa impulsada por la economía de Internet, aunque no estará disponible en EE. UU. El token será una criptomoneda de Capa 2 basada en Ethereum y que aprovecha la seguridad de la cadena de bloques de Ethereum mientras tiene su propia economía.
Worldcoin pretende proporcionar una forma confiable de autenticar a los humanos en línea llamada World ID, para contrarrestar los bots y las identidades virtuales falsas facilitadas por la inteligencia artificial. Utilizando un mecanismo de distribución para su criptomoneda similar a la renta básica universal; así mismo, intenta incentivar a los usuarios para que se unan a su red escaneando su iris usando el escáner de iris en forma de orbe de Worldcoin.

## Historia
Cofundada en 2019 por Sam Altman junto a Max Novendstern y Alex Blania, Tools For Humanity se constituyó como una empresa que construye un sistema biométrico global basado en el iris usando criptomonedas, llamado Worldcoin. En abril de 2022, un informedel MIT Technology Review destacó las controvertidas prácticas de Worldcoin en países de bajos ingresos, citando que Worldcoin se aprovecha de las personas empobrecidas para hacer crecer su red.
En mayo de 2023, TechCrunch informó que hackers habían podido robar las credenciales de inicio de sesión de varios de los dispositivos personales de los operadores de Worldcoin, incluidas sus credenciales para la aplicación del operador de Worldcoin. El portavoz de Worldcoin dijo que ningún dato personal del usuario se vio comprometido ya que la aplicación del operador no accede a los datos del usuario.

## Cronología
- En octubre de 2021, el proyecto recaudó $25 millones iniciales. En seis meses, se recaudaron $ 100 millones adicionales, lo que elevó el valor del token a $3 mil millones.[13]
- En abril de 2022, un informe de MIT Technology Review destacó las controvertidas prácticas de Worldcoin en países de bajos ingresos, citando que Worldcoin se aprovecha de las personas empobrecidas para hacer crecer su red.[4]
- En mayo de 2023 se anunció una financiación adicional de 115 millones de dólares, que se utilizará para invertir en detección, investigación y desarrollo de bots, y en la expansión del proyecto y la aplicación Worldcoin. Mientras estaba en versión beta, se informó que Worldcoin había incorporado aproximadamente dos millones de usuarios.[14]
  - La empresa TechCrunch informó que los piratas informáticos habían podido robar las credenciales de inicio de sesión de varios de los dispositivos personales de los operadores de Worldcoin, incluidas sus credenciales para la aplicación del operador de Worldcoin. Sin embargo, el portavoz de Worldcoin dijo que ningún dato personal del usuario se vio comprometido, porque la aplicación del operador no accede a los datos del usuario.[12]
- En junio de 2023, Worldcoin sacó la versión beta[15][16] con 11 ubicaciones de orbe en los EE. UU. y planes para 35 ciudades en 20 países.[17][18]

## Controversias

### El escaneo de iris a menores de edad
Las autoridades judiciales y administrativas de diversos países han constatado que Wordcoin operó en sus territorios, recolectando datos biométricos, sin distinguir entre usuarios adultos y menores de edad, lo que motivó la imposición de una multiplicidad de sanciones a la firma.
Los sectores más críticos de esta tipología de criptoactivo han puesto de manifiesto que, la ausencia de señalización adecuada sobre los requisitos de edad mínima para participar en el programa de Worldcoin, fue un suceso que reforzó la preocupación sobre la hipervulnerabilidad de aquellos menores de edad que eligieron entablar una relación de consumo con la firma. En tal sentido argumentan que, los menores, al carecer de capacidad plena para evaluar las consecuencias de ceder su identidad biométrica, son especialmente susceptibles a ser vulnerados en sus derechos a la intimidad y a los datos personales.
En la inteligencia expuesta, investigadores de la Universidad de Buenos Aires sostienen que el escaneo de iris a menores de edad no resulta trivial si se considera que "aun cuando no se proporcionan datos expresamente vinculados con, por ejemplo, el género, muchos de los que se ponen a disposición –tales como los biométricos- permiten establecer el género del titular de dichos datos". Del mismo modo, han señalado que los datos biométricos también permiten saber acerca de la salud, origen étnico y edad, entre otros datos sensibles del menor de edad titular de los mismos.

### Recolección de datos
Las prácticas de recolección de datos a nivel mundial por parte de Worldcoin han generado diversas controversias ya que el propósito exacto de esta recolección y el uso que se dará a la información recopilada no ha sido del todo claro generando inquietudes en diversos sectores e incluso provocó la reacción de al menos 10 países que han decidido prohibir las actividades de Worldcoin, solicitando a la empresa una explicación detallada sobre sus prácticas y la garantía de protección de la privacidad de los datos de los usuarios.
La popularización del escaneo de iris en Europa provocó que varios organismos nacionales de los diferentes países de la Unión Europea comiencen a investigar a esta empresa. Esto se debe a que se recolectan datos biométricos, considerados como datos de especial protección por el Reglamento General de Protección de Datos (RGPD). La Autoridad de Protección de Datos de Bavaria, el ICO del Reino Unido, y la Comisión Nacional de Informática y de las Libertades (CNIL) francesa continúan actualmente estudiando el caso.
En otros países del mundo, decidieron directamente prohibir la recolección de datos hasta que terminen sus propias investigaciones. Tal fue el caso de Kenia, donde el ministro del Interior y Administración Nacional solicitó al público que sean cautelosos con el uso de WorldCoin, debido a las incertezas sobre el almacenamiento y uso de datos biométricos, prohibiendo la continuidad de los escaneos de iris. Se llegó a tal punto de acusar de espionaje a los fundadores del proyecto.
Otra de las partes más controversiales es la oferta de 25 unidades de WLD (alrededor de 50 USD durante su auge) a cada persona que escanee su iris. Esto provocó que los países más pobres, donde esta suma de dinero es más significativa, tengan una cantidad de inscriptos notablemente mayor en comparación a los más ricos. Por ejemplo, en Argentina, durante 2023 y a raíz la profunda crisis que está sufriendo, WorldCoin tuvo un record de inscripciones diarias, llegando a 9500 argentinos en un solo día. Esto llega a ser una persona cada 9 segundos. Algo similar había ocurrido en Kenia, donde cientos de miles de personas habían mostrado interés en participar del proyecto.
Em marzo de 2024, la Comisión Nacional de Protección de Datos de Portugal, donde hay recolección de datos por parte de Worldcoin desde 2022 (actualmente - marzo de 2024 -, hay 18 locales de recolección de datos en Portugal) anunció que estaba investigando a Worldcoin, resaltando "la urgencia de la situación, principalmente habiendo recolección de datos de menores", aunque Worldcoin dice que solo escanea la iris de personas mayores de 18 años.
También en marzo de 2024, la Agencia Española de Protección de Datos ordenó una medida de urgencia que prohibía a Worldcoin seguir con su actividad en España, y obligaba a bloquear los datos que ya había recopilado.

### Orden de borrado de los datos de ciudadanos europeos
En diciembre de 2024, la autoridad de protección de datos de Baviera (BayLDA) ordenó que Worldcoin, ahora conocida simplemente como "World", deberá eliminar todos los registros de iris que ha recopilado en Europa, tras ser considerada culpable de infringir el Reglamento General de Protección de Datos (RGPD), la normativa europea que vela por la privacidad digital de los ciudadanos. La BayLDA determinó que la compañía no cumplió con los estándares de seguridad requeridos para el manejo de datos biométricos, y por lo tanto se ordenó la eliminación inmediata de los datos almacenados, que afectaban a aproximadamente 400,000 ciudadanos españoles, y destacó que el tratamiento futuro de estos datos debe basarse en el consentimiento explícito de los usuarios.